# ریپابلیک (کانزاس)
ریپابلیک (به انگلیسی: Republic) شهری در ایالت کانزاس کشور ایالات متحده آمریکا است که جمعیت آن در سرشماری سال ۲۰۱۰ میلادی، ۱۱۶ نفر بوده‌است.